# Partizánske
Partizánske es una ciudad de Eslovaquia. Capital del distrito de Partizánske, se encuentra en la región de Trenčín.

## Geografía

### Ubicación

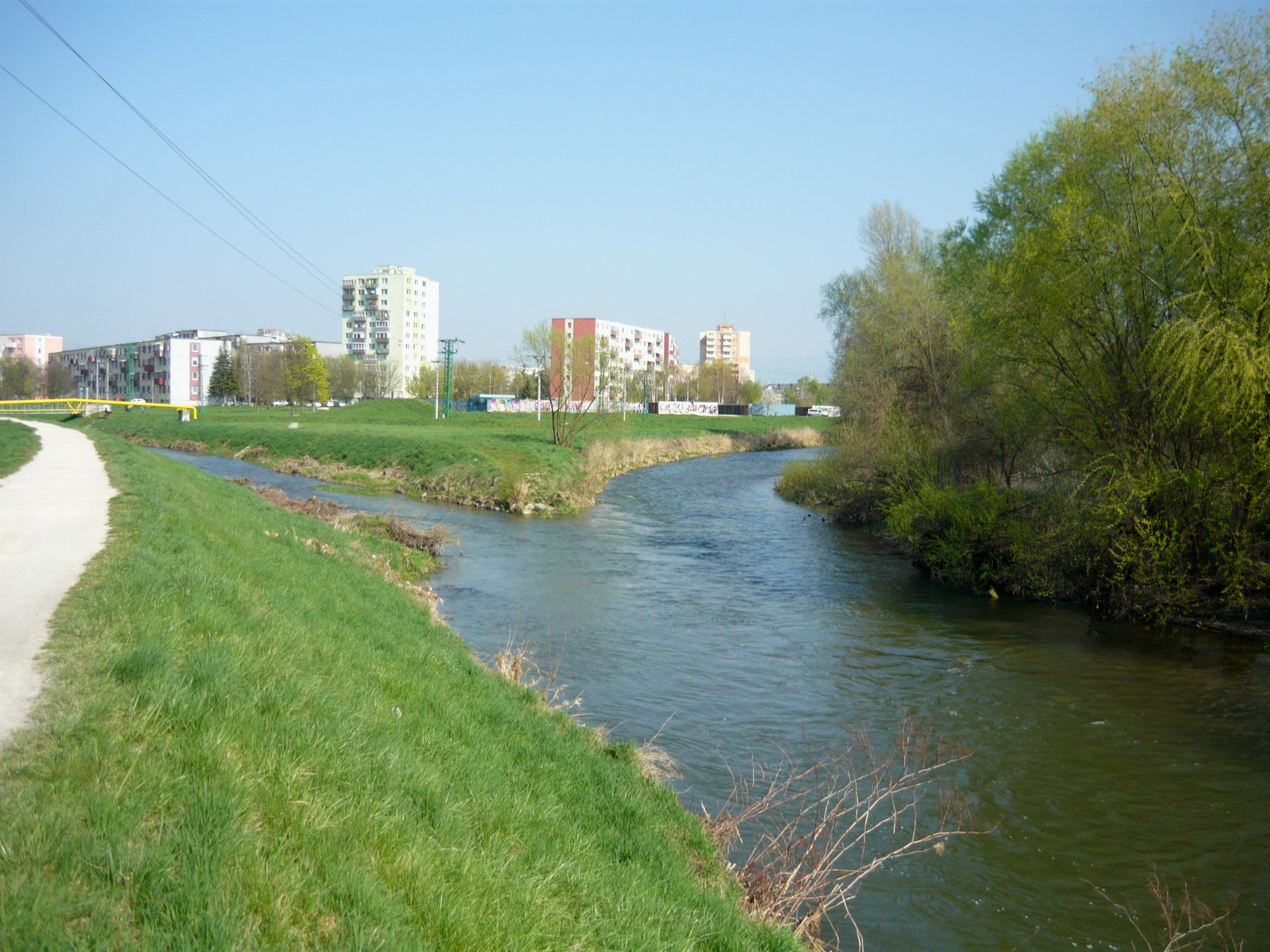
Confluencia del Nitra y del Nitrica.

Partizánske se encuentra al oeste de Eslovaquia, a unos 110 km al este de Bratislava. Se encuentra en la región histórica de Horná Nitra, en la confluencia de los ríos Nitra y Nitrica, y rodeada por las montañas de Tribeč.
Las ciudades importantes más próximas son Topoľčaño (16 km al suroeste), Nitra (42 km al suroeste), Prievidza (25 km al nordeste) y Trenčín (38 km al noroeste).

### Clima
El clima de Partizánske es de tipo continental templado con cuatro estaciones muy señaladas. Las temperaturas medianas varían de -3 °C en enero a 18 °C en julio, con una media anual de 8,5 °C. El total anual de las precipitaciones es de cerca de 640 mm.

### Barrios
La ciudad está dividida en cuatro barrios:
- Partizánske: 22.166 habitantes el 2011
- Vieneľké Bielice: 1.786 hab.
- Malé Bielice: 495 hab.
- Návojovce: 460 hab.

## Toponimia
Cuando se fundó, el 1938, la villa recibió el nombre de Baťovany en honor a su fundador Ján Antonín Baťa. El nombre de Partizánske le fue dado el 1949, y es la forma neutra del adjetivo partizánsky (derivado de partisà); así pues, Partizánske es «La ciudad partisana».

## Historia
La primera mención escrita de la ciudad data del 1260. La ciudad actual, no obstante, fue fundada el 1938, cuando el empresario Baťa decidió instalar una fábrica de calzado cerca de la ciudad de Šimonovany. La nueva localidad, denominada Baťovany, se fusionó con Šimonovany el 1948 y recibió el estatus de ciudad. El 9 de febrero de 1949 la ciudad fue rebautizada con el nombre de Partizánske en honor de los habitantes que participaron en el levantamiento nacional eslovaco.

## Población

### Evolución de la población
| Año        | 1994   | 2004    | 2014    | 2024     |
| ---------- | ------ | ------- | ------- | -------- |
| Población  | 25 621 | 24 581  | 23 436  | 20 338   |
| Diferencia |        | −4,05 % | −4,65 % | −13,21 % |

| Año        | 2023   | 2024    |
| ---------- | ------ | ------- |
| Población  | 20 607 | 20 338  |
| Diferencia |        | −1,30 % |

La ciudad tuvo un crecimiento demográfico rápido después de su fundación. Los pueblos que constituyeron la ciudad actual tenían 2.078 habitantes el 1930, y el 1950 la ciudad tenía ya 8.853 habitantes, y solo cuarenta años después (1990) ya eran más de 25.000.

### Etnias
La gran mayoría de la población de Partizánske es eslovaca: 21.635 personas, es decir, el 98,5 % de la población según el censo del 2011.
| Etnia        | Nombre | Porcentaje |
| ------------ | ------ | ---------- |
| Eslovacos    | 21634  | 98,5 %     |
| Checos       | 115    | 0,5 %      |
| Magiars      | 51     | 0,2 %      |
| Gitanos      | 40     | 0,2 %      |
| Moraus       | 20     | 0,1 %      |
| Polacos      | 12     | 0,1 %      |
| Otros        | 83     | 0,4 %      |
| No precisado | 2160   | —          |

## Transporte

### Transporte terrestre
Partizánske se encuentra en la confluencia de dos grandes ejes: las vías rápidas más próximas son la Autopista D1 a Piešťaño o Trenčín y la Carretera R1 a Nitra. Tres carreteras permiten salir de la ciudad:
- La carretera de primera categoría 64 (Y/64), atraviesa Partizánske y une Komárno con Topoľčaño, Nitra y Noveno Zámky (al oeste) así como Prievidza y Žilina (al este). Esta carretera es el eje principal de la ciudad y constituye las calles Hlavná, Mostová y Nitrianska. Hay dos estaciones de servicio a lo largo de esta carretera.
- La carretera de segunda categoría 593 (II/593), empieza en la calle Víťazná, sigue en dirección Brodzany al suroeste de la ciudad y llega hasta Nitra.
- La carretera II/579, al norte, atraviesa el pueblo de Návojovce y se une a la carretera Y/50, permitiendo llegar hasta Trenčín.

Hay una estación de autobuses aen Partizánske con varias líneas que unen la ciudad con los pueblos vecinos, pero también varios autobuses diarios que van hacia otras ciudades como Prievidza o Bratislava y también a otras ciudades de Eslovaquia e incluso de la República Checa.

### Transporte ferroviario
Partizánske se encuentra en la línea ferroviaria 140, que tiene una única vía no electrificada y que la une con Noveno Zámky y Prievidza. Hay tres paradas en Partizánske:
- La estación de Partizánske, situada en el centro, de donde salen trenes diarios hacia Bratislava, Topoľčaño, Nitra, Noveno Zámky y Prievidza. Todos los trenes tienen parada y la estación solo tiene una única vía.
- La estación de Vieneľké Bielice, al oeste, más pequeña pero con seis vías y dos andenes.
- La parada Partizánske-zastávka, al este.

### Transporte urbano
Como la ciudad es relativamente pequeña, la red de transportes no es muy extensa. Solo hay dos líneas de autobús:
- La línea MHD 305101, con 8 trayectos por día.
- La línea MHD 305102, con 21 trayectos por día.

## Religión
En Partizánske hay seis iglesias católicas:
- La iglesia del Sagrado Corazón de Jesús, en el centro.
- La iglesia de la Asunción de la Virgen María en Šimonovany.
- La iglesia de Santa Elisabet de Hungría en Vieneľké Bielice.
- La iglesia de Santo Tomàs en Šípok.
- La iglesia del Corazón Inmaculado de María en Malé Bielice.
- La iglesia de San Cirilo y Metodi en Návojovce.

## Enseñanza
Partizánske dispone de:
- Cinco escuelas maternales
- Siete escuelas primarias
- Un instituto
- Una escuela que tiene instituto profesional, escuela industrial y academia de comercio
- Una escuela superior médico-social